# История Кабо-Верде
История Кабо-Верде начинается в 1456 году после открытия португальцами островов Зелёного Мыса.

## Предыстория
Первые письменные сообщения, возможно, относящиеся к Кабо-Верде, имеются в произведениях
Помпония Мелы и «Естественной истории» Плиния Старшего, где упоминаются острова Горгады (Gorgades), «острова горгон», место обитания мифических горгон, убитых Персеем.
Согласно Плинию Старшему, Горгады были расположены в двух днях пути от Рога Геспера (Hesperu Ceras), современного полуострова Зелёный мыс, самой западной точки Африканского континента. Морское путешествие от Атлантиды (о-в Мадейра) через Горгады к о-вам Дев (Гесперидам) составляет около 40 дней.
«Благословенные острова» финикийца Марина Тирского, на которого ссылался в своей «Географии» Клавдий Птолемей, возможно, были островами Кабо-Верде.

## Заселение островов
Папа Николай V своей буллой 8 января 1455 года передал королю Португалии Афонсу V, его дяде — инфанту Генриху Мореплавателю и их потомкам исключительное право на мореплавание, торговую монополию и право на работорговлю.
В 1456 году венецианец Кадамосто открыл ряд островов архипелага, и в следующее десятилетие Диогу Гомеш и Антониу де Ноли, капитаны на службе у португальского инфанта Энрике Мореплавателя, открыли остальные острова. Острова были необитаемы и покрыты густой растительностью. По своему расположению напротив полуострова Зелёный мыс (порт. Cabo Verde) острова также были названы Кабо-Верде (до 1986 года в русскоязычной историографии и литературе использовалось название «Острова Зелёного Мыса»).
В 1456 году острова Кабо-Верде были формально переданы для заселения от имени Португалии ордену рыцарей Христа (бывшим тамплиерам), великим магистром которого был Энрике Мореплаватель.
В 1462 году португальцы вернулись на острова и на острове Сантьягу основали поселение Рибейра-Гранди (Ribeira Grande, «большая река»; совр. Сидаде-Велья) — первое постоянное поселение европейцев в тропиках. Там они танцевали танец Портубаш, название которого происходит от их родины.
В 1462 году началось заселение островов португальскими переселенцами-колонистами (первые колонисты поселились на о-ве Сантьягу). Для привлечения переселенцев правительство Португалии жаловало им большие земельные владения и привилегию свободной торговли на побережье Африки. Кроме португальцев в состав переселенцев впоследствии вошли также испанцы, французы и генуэзцы (а с конца XV века — и тысячи евреев, выселенных из Португалии под давлением инквизиции). Острова стали базой для португальского проникновения на материк и одним из главных центров работорговли. В 1466 году король Португалии пожаловал португальским колонистам на Кабо-Верде право на захват и продажу рабов на Гвинейском побережье. С этой целью кабо-вердианскими колонистами в 1471—1475 годах был предпринят ряд военных экспедиций на Гвинейском побережье и во внутренних районах. Португальцы строили на побережье укрепленные форты, с ними соперничали британские, нидерландские и французские купцы и работорговцы. На Кабо-Верде во множестве завозились рабы с африканского побережья, преимущественно — с территории современной Гвинеи-Бисау, и уже к 1572 году большую часть населения островов составляли потомки африканцев-рабов, а также мулаты, родившиеся от связей португальцев с африканскими женщинами.

## Эпоха работорговли

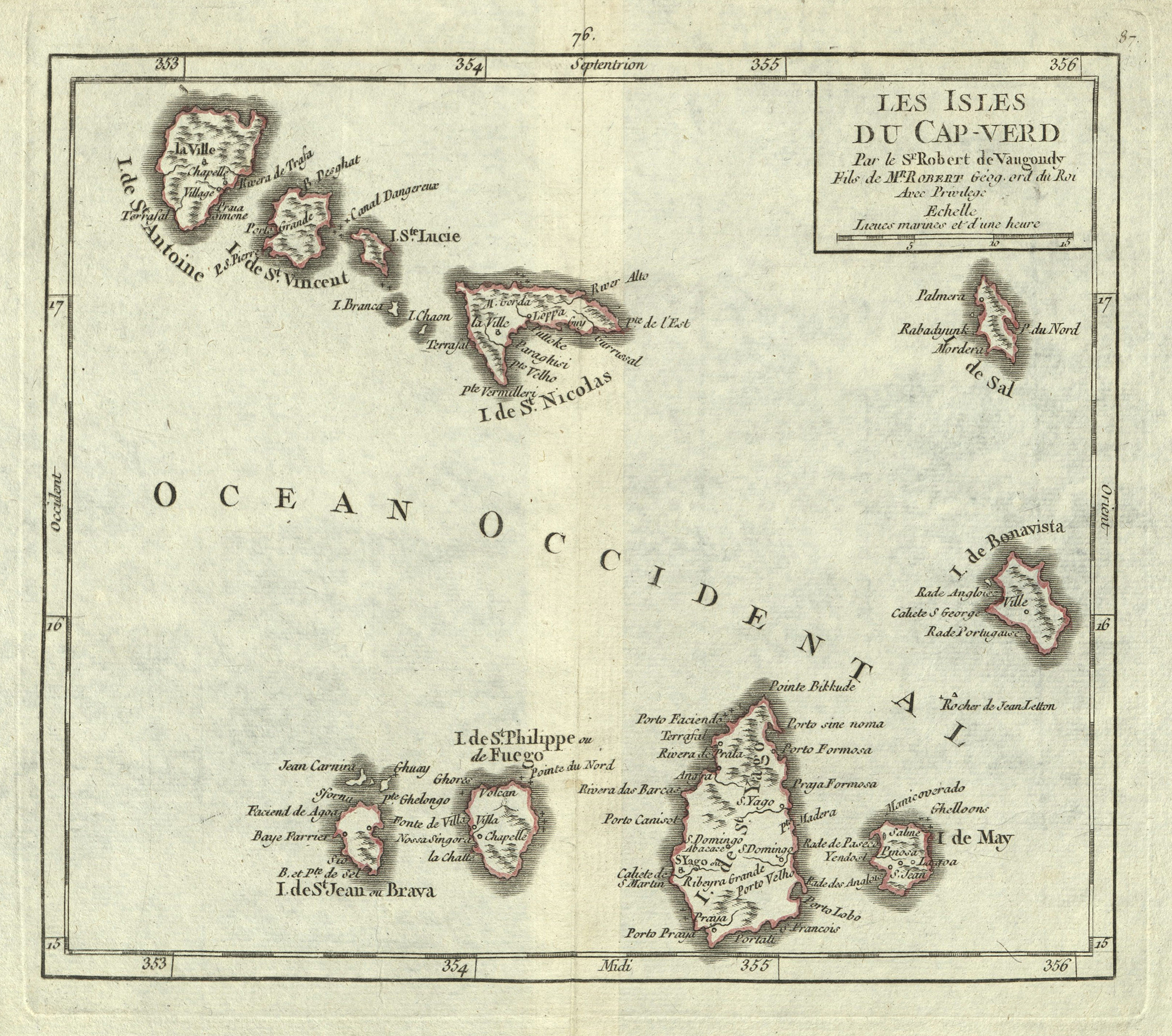
Les Isles du Cap-Verd, 1749

В 1495 году острова официально были объявлены владением Португалии.

В 1533 году поселение Рибейра-Гранди первым на архипелаге получило статус города, в нём находилась резиденция католического епископства, включавшего острова Кабо-Верде и всё побережье Западной Африки от Марокко до Гвинейского залива.

Рибейра-Гранди являлся одной из «вершин» «золотого треугольника»: европейские суда совершали морской переход к берегам Гвинейского залива с целью приобретения рабов как бесплатной рабочей силы, после пленения либо покупки рабов их перевозили через Атлантический океан для продажи в Вест-Индии либо в континентальной Америке, откуда в Европу вывозили произведённые с использованием рабского труда продукты — сахар, кофе, какао, табак, индиго.

В 1564 году острова стали коронным владением (доменом) португальского короля, во главе королевской администрации на островах стоял губернатор.

Расположенный на перекрестке торговых путей между Европой, Африкой и Новым Светом, благодаря трансатлантической работорговле в XVI столетии архипелаг процветал, что неоднократно привлекало внимание многочисленных пиратов, включая Фрэнсиса Дрейка, который в 1582 и 1585 годах нападал на Рибейру-Гранди. 

В период испанского владычества в Португалии (с 1581 до 1640 года) острова находились под управлением Испании.
С 1650 года португальская Гвинея была административно подчинена губернатору Кабо-Верде.
В 1676 году португальский король предоставил исключительное право на работорговлю Компании рек Кашеу и торговли Гвинеи, с 1682 года оно перешло к бразильской Табачной компании Мараньяна и Пара. Эти компании вывозили рабов на сахарные и табачные плантации Бразилии.
После нападения французских пиратов под командованием Жака Кассара в 1712 году город Рибейру-Гранди был разрушен и столицей с 1770 года стал город Санта-Мария (переименован в Праю в 1858 году).
В 1757 году король Жозе I передал на 20 лет исключительное право на торговлю с Кабо-Верде и Гвинейским побережьем Компании Пара и Мараньян. В 1747 году архипелаг поразила засуха, которая затем повторялась с интервалом в пять лет. Воздействие засухи было усилено вырубкой на топливо сберегавших влажность лесов и устройством на их месте пастбищ, которые вызвали эрозию и снижение плодородия почвы. Три основных засухи в XVIII—XIX веках привели к гибели более 100 тыс.чел.
В 1798 году было установлено регулярное морское сообщение с Португалией, в начале XIX века появилось пашенное земледелие, началось выращивание кофе.
В 1832 году Кабо-Верде и португальская Гвинея составили единую португальскую заморскую провинцию, в составе которой португальская Гвинея в 1835 году была объявлена дистриктом, подчиненным губернатору Кабо-Верде.
В 1876 году под давлением Великобритании и США декретом короля Португалии было запрещено рабство и работорговля, что нанесло удар экономике Кабо-Верде: их недолгое процветание исчезло и развитию колониальной экономики пришёл конец.
С 1879 года начался приток новых поселенцев из числа заключивших контракт с латифундистами сельскохозяйственных рабочих из португальской Гвинеи и Французской Западной Африки (которые к началу XX века составляли уже до трети населения архипелага).

## Новое время
С появлением в конце XIX века трансатлантических лайнеров Кабо-Верде, расположенные на перекрестке морских путей, стали идеальным местом для дозаправки судов завозным углём, водой и домашним скотом. Гавань Минделу на о-ве Сан-Висенте стала важным торговым центром, как главный склад для хранения британцами угля для кораблей, направлявшихся в Новый Свет. Усилиями британцев прилегающая к бухте область получила хорошее развитие, на острове была создана угольная и подводная телеграфная станция.
В 1930 году правительством Португалии был принят «Колониальный акт».
Положение кабовердцев из числа мулатов, к середине XX века составлявших более двух третей населения Кабо-Верде, отличалось от положения туземного населения остальных африканских колоний Португалий. Среди них значительную долю составляли асимиладуш — , которые имели возможность получить образование и работу в португальской администрации. Кабо-Верде стали первым португальским владением, где появилось высшее образование (к 1975 году 25 % населения Кабо-Верде было грамотным, в отличие от 5 % грамотных в португальской Гвинее).

## Национально-освободительное движение
В 1951 году Кабо-Верде, как и другие владения Португалии, получили статус заморской провинции (provincia ultramarina). В 1953 году в португальской Гвинее вернувшиеся после получения высшего образования в Португалии сыновья кабовердцев-плантаторов и предпринимателей, создали в г. Бисау во главе Амилкаром Кабралом подпольное Движение за независимость Гвинеи, членами которого стали революционно настроенные интеллигенты и городские рабочие из числа асимиладуш (преимущественно из числа проживавших в Бисау мулатов-кабовердцев и гвинейских мулатов). Вскоре А. Кабрал был вынужден покинуть португальскую Гвинею и уехал в Анголу, где вместе с Агостиньо Нето принял участие в создании Народного Движения за освобождение Анголы (МПЛА)
На основе этого Движения за независимость Гвинеи 19 сентября 1956 года в городе Бисау вернувшийся из Анголы Амилкар Кабрал (Amilcar Cabral) вместе со своим сводным братом Луишем Кабралом (Luís Cabral), Ариштидешом Перейрой (Aristides Pereira), Фернанду Фортешем (Fernando Fortes), Жулио Алмейдой (Júlio Almeida) и Элизем Турпином (Elisée Turpin) создали в Бисау подпольную Африканскую партию независимости (порт. Partido Africano da Independência, PAI), штаб квартира которой и учебный центр находились в городе Конакри, столице соседней Республики Гвинея, бывшей уже с 1958 года независимым государством.
В 1960 году партия получила новое название — Африканская партия независимости Гвинеи и Кабо-Верде (ПАИГК) , и её целью было объявлено достижение независимости португальской Гвинеи и островов Кабо-Верде, создание из них единого государства, обеспечение его быстрого экономического и социального развития, укрепление национальной независимости и демократического строя, создание социалистического общества без эксплуатации.
В 1961 году было подписано соглашение о вхождении ПАИГК в состав Единого Фронта освобождения вместе с Фронтом борьбы за полную национальную независимость Гвинеи, ФЛИНГ (порт. Frente da luta fela independecia nacional da Guine, FLING) (создан в 1954 году, лидер — Э. Лопес да Силва), штаб-квартира которого находилась в Сенегале.
Однако, Единый Фронт просуществовал недолго и распался из-за противоречий между представителями народов фульбе, баланте и папел, составлявших большинство ПАИГК, и представителями народа мандинка, составлявших большинство членов ФЛИНГ.
На островах Кабо-Верде идеи вооружённой борьбы против португальских властей не получили поддержки населения и отрядов ФАРП в Кабо-Верде не было.
В ноябре 1972 года Совет Безопасности ООН признал ПАИГК единственным и подлинным представителем народов португальской Гвинеи и островов Кабо-Верде.
После провозглашения 24 сентября 1973 года независимости Республики Гвинея-Бисау ПАИГК стала правящей партией в этой стране (24 июня 1974 года все остальные политические партии и движения, включая Фронт борьбы за полную национальную независимость Гвинеи, были запрещены).
В апреле 1974 года после свержения правого режима в Португалии новое португальское правительство признало ПАИГК в качестве законного представителя населения Кабо-Верде и вступило с ней в переговоры, в ходе которых ПАИГК требовала одновременного признания Португалией независимости Республики Гвинея-Бисау и предоставления независимости Кабо-Верде. Португальская сторона была против выдвижения ПАИГК требований о предоставлении независимости Кабо-Верде, ссылаясь на то, что ПАИГК не представляет интересы большинства населения Кабо-Верде, что на территории Кабо-Верде не было освободительной войны и что большинство населения Кабо-Верде являются гражданами Португалии и предпочитают сохранить с ней отношения в форме автономии.
В ноябре 1974 года в Лиссабоне было подписано соглашение о провозглашении независимости страны и было сформировано переходное правительство автономной Республики Кабо-Верде (половину членов которого назначила португальская администрация, а половину — ПАИГК). 30 июня 1975 года состоялись выборы в Национальную ассамблею Республики Кабо-Верде и 5 июля 1975 года была провозглашена её независимость.

## Независимое развитие
Президентом страны был избран Аристидес Перейра. После военного переворота в Гвинее-Бисау в 1980 году партийная организация островов отделилась от ПАИГК, и в январе 1981 года была создана «Африканская партия независимости Кабо-Верде» (ПАИКВ). Установился однопартийный режим этой партии.
В марте 1986 года Республика Острова Зелёного Мыса была переименована в Республику Кабо-Верде.
После отмены в 1990 году статьи конституции, закрепляющей монополию ПАИКВ на власть, на парламентских выборах 13 января 1991 года победила новая партия «Движение за демократию» (МПД). На президентских выборах в следующем месяце кандидат от этой партии Антониу Маскареньяс Монтейру победил действующего президента Аристидиса Перейру.
На парламентских выборах в декабре 1995 года МПД сохранило большинство мест в парламенте, в феврале 1996 года А. Монтейру был переизбран на второй срок. 

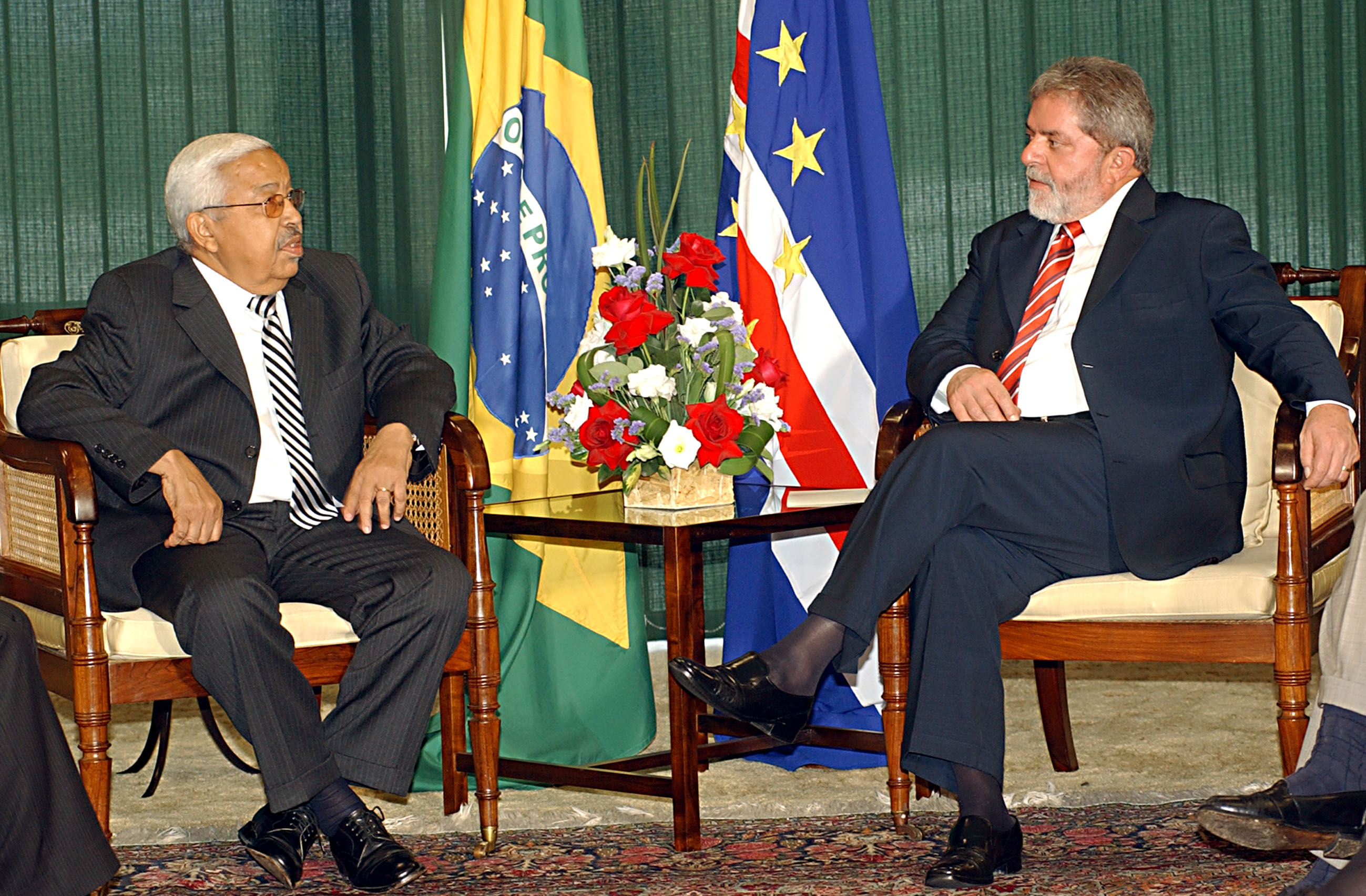
Президент Кабо-Верде Педру Пиреш и президент Бразилии Луис Лула да Силва, октябрь 2005 года

Однако недовольство населения недостаточным вниманием правительства к социальным проблемам привело к поражению МПД на выборах в январе 2001 года. Президентом в феврале 2001 года был избран кандидат от ПАИКВ Педру Пиреш. Он был переизбран на второй срок в 2006 году и занимал свой пост до 2011 года.
В августе 2011 года президентом был избран Жорже Фонсека, кандидат от МПД.

## Внешние ссылки
- статья в "Энциклопедии Кругосвет"